# サン・マルティーノ・ディ・ルーパリ
サン・マルティーノ・ディ・ルーパリ（伊: San Martino di Lupari）は、イタリア共和国ヴェネト州パドヴァ県にある、人口約13,000人の基礎自治体（コムーネ）。

## 地理

### 位置・広がり

#### 隣接コムーネ
隣接するコムーネは以下の通り。括弧内のTVはトレヴィーゾ県、VIはヴィチェンツァ県所属を示す。
- カステルフランコ・ヴェーネト (TV)
- カステッロ・ディ・ゴーデゴ (TV)
- ガッリエーラ・ヴェーネタ
- ロレッジャ
- ローリア (TV)
- ロッサーノ・ヴェーネト (VI)
- サンタ・ジュスティーナ・イン・コッレ
- トンボロ
- ヴィッラ・デル・コンテ

### 気候分類・地震分類
サン・マルティーノ・ディ・ルーパリにおけるイタリアの気候分類 (it) および度日は、zona E, 2431 GGである。
また、イタリアの地震リスク階級 (it) では、zona 2 (sismicità media) に分類される。

## 行政

### 分離集落
サン・マルティーノ・ディ・ルーパリには、以下の分離集落（フラツィオーネ）がある。
- Campagnalta, Monastiero, Campretto, Borghetto, Lovari